# José Avelino Canongia
José Avelino Canongia, né le 10 novembre 1784, Oeiras, (Portugal) et décédé le 10 juillet 1842, Lisbonne, est un clarinettiste et compositeur portugais. 

## Biographie
José Avelino Canongia  est né en 1784 dans une famille d'origine catalane. Son père, Ignacio Canongia, première clarinette du Teatro São Carlos, a émigré de Catalogne dans les années 1780 et il fait étudier son fils à l'école de la confrérie de l'Apôtre Paul , où Canongia étudie le chant, le piano et le violon.
Il apprend à jouer de la clarinette avec Johann Anton Wisse, un musicien allemand qui vivait à Lisbonne et jouait également dans l'orchestre du Teatro de São Carlos. Après avoir terminé ses études musicales, il joue dans l'orchestre du teatro do Salitre (pt). De 1806 à 1808, il vit à Paris, puis à Nantes. Après des apparitions en soliste à Paris et à Londres et à son retour au Portugal, Canongia est nommé première clarinette à la cour royale portugaise. Il effectue de nombreuses tournées dans toute l'Europe : en 1818, il effectue des récitals à Gênes et à Bologne, en 1819 à Saint-Pétersbourg, en 1820 à Turin, Zurich, Dresde, Weimar, Francfort et Berlin. Son passage aux Concerts spirituels en 1820 est très apprécié par le public parisien. En 1821, après des concerts à Munich, Canongia retourne à Lisbonne via Paris, où il devient soliste de l'orchestre du Teatro de São Carlos. Il est resté à ce poste jusqu'à sa mort en 1842.
En 1824, il commence à enseigner la clarinette au Real Seminário da Patriarcal (en) (qui deviendra le Conservatoire national de Lisbonne (pt) en 1835 dont il devient le premier professeur de  clarinette). Parmi ses élèves, Antonio José Kruner (1828-1884) est le plus célèbre.
« Quanto á sua habilidade de concertista, é fóra de duvida que foi de primeira ordem; não só se reconhece isso pelas proprias composições, que conteem grandes difficuldades de execução, mas tambem pela memoria que deixou. »
— Ernesto Vieira , Diccionario Biographico de Musicos Portuguezes 1900, p.202

« Quant à sa capacité de concertiste, il est hors de doute qu'elle était de premier ordre ; elle est reconnue non seulement par ses propres compositions, qui comportent de grandes difficultés d'exécution, mais aussi par le souvenir qu'il a laissé. »
— Diccionario Biographico de Musicos Portuguezes 1900, p.202
.

## Carrière artistique
José Avelino Canongia, avec le pianiste João Domingos Bomtempo, est considéré comme l'un des plus grands musiciens virtuoses portugais du début du  XIXe siècle. Il possédait une technique brillante, et lors de sa tournée en Allemagne, son jeu a été comparé à celui de Heinrich Joseph Bärmann et Johann Simon Hermstedt. Cependant, certains critiques ont relevé dans son jeu un manque d'expressivité et de souplesse dans le son.

« C'était un clarinettiste, au son pur et moelleux, connaissant à fond son instrument et surmontant les difficultés les plus hardies. »

— Albert Lavignac ,  Encyclopédie de la musique et dictionnaire du conservatoire. première partie, Histoire de la musique. [4], Espagne, Portugal pp. 2438-2439
Les compositions de Canongia comprennent quatre concertos, des variations, des fantaisies et d'autres œuvres pour clarinette. Certaines d'entre elles ont été publiées à Paris et à Londres de son vivant avec le soutien financier du comte de Farrobo, Joaquim Pedro Quintela (en). Les quatre concertos pour clarinette ont été écrits pour mettre en valeur sa propre virtuosité, et sont les seuls de cette forme pour cet instrument écrits par un compositeur portugais à cette époque. Les exigences techniques imposées au soliste les rapprochent du style virtuose des pièces de Niccolò Paganini et des concertos pour clarinette de Louis Spohr.

## Œuvres
- Concerto nº1 en sol mineur pour la clarinette avec orchestre ou quatuor, « dédié à MM. Les Professeurs et  Amateurs de cet instrument », Paris, chez Pacini, ca. 1820
- Concerto nº2 en Sib Majeur pour la clarinette avec orchestre, « dédié à Pierre Ier, Empereur du Brésil et Roi du Portugal », Paris, chez Pacini, ca. 1830
- Concerto nº3 en Mib Majeur pour la clarinette avec acc. d'orchestre ou de quatuor, « dédié à S. M. Dom Fernando second », Paris, chez Pacini, ca. 1840
- Concerto nº4 en ré mineur pour la clarinette et orchestre avec accompagnement de grand orchestre, « dédié à la Duchesse de Bragance », Paris, chez Pacini, ca. 1840
- Introduction et thème varié pour clarinette  avec accompagnement d'orchestre ou de quatuor, Paris, chez Pleyel et fils aîné
- Air varié pour clarinette avec accompagnement de grand orchestre